# Super-Cannes
Super-Cannes est un lieu-dit situé sur les communes de Vallauris et de Cannes dans les hauteurs du quartier Californie - Pezou.
Le projet de lotissement, conçu en 1924 pour être un site résidentiel et touristique avec un hôtel, une auberge et une tour d'observation accessibles par un funiculaire et dont ne subsistent que des vestiges délabrés et un château d'eau, est à l'origine du lieu-dit. Après l'abandon du projet, la viabilité du lotissement est terminée en 1966 sur décision du Préfet des Alpes-Maritimes. Le site est loti de trois-cent-quatre-vingt résidences sur la commune de Vallauris et quatre-cent-quarante sur celle de Cannes.

## Photographies

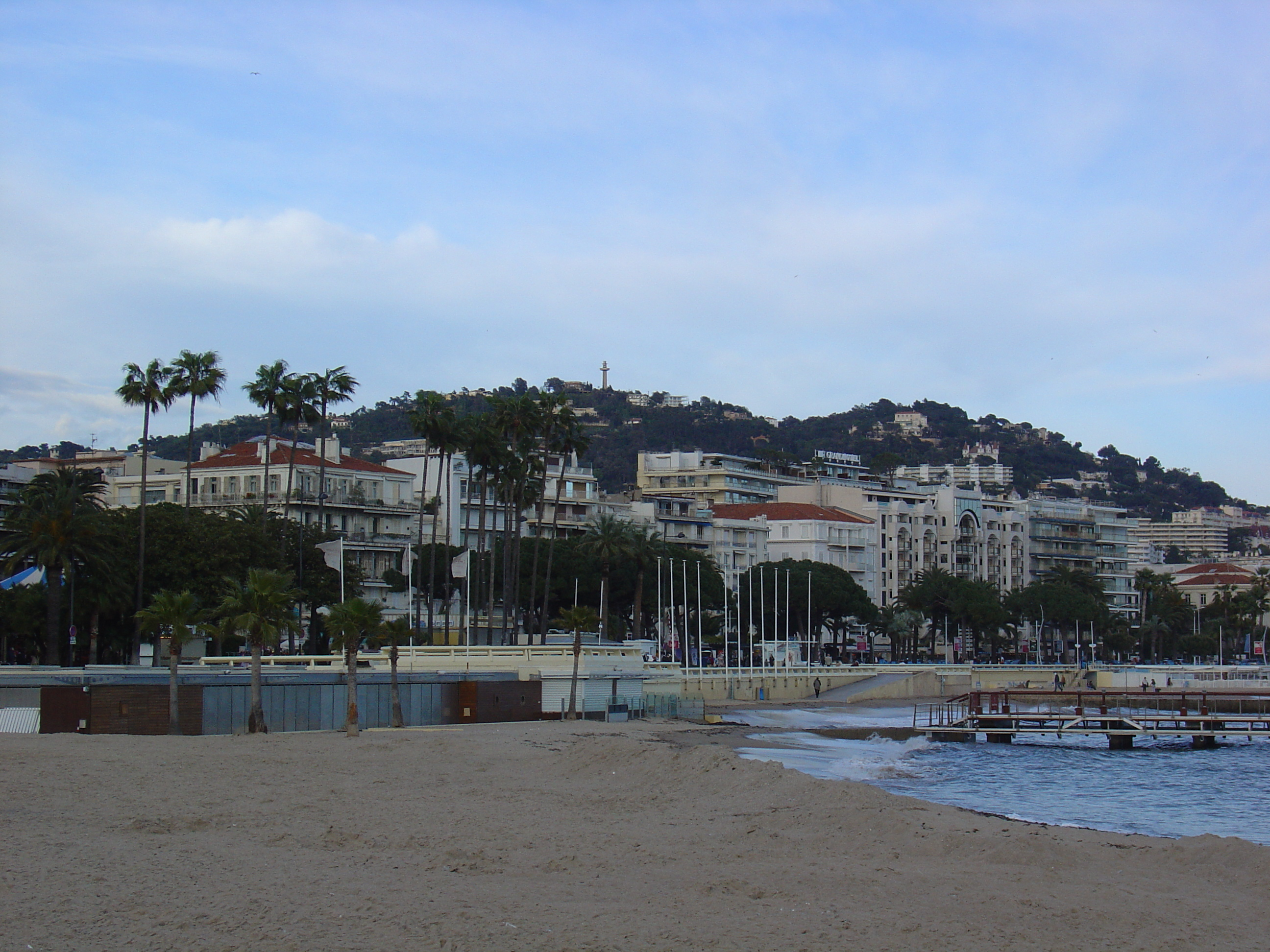
Vue sur le massif de la Californie, avec au sommet l'observatoire de Super-Cannes, depuis la Croisette.
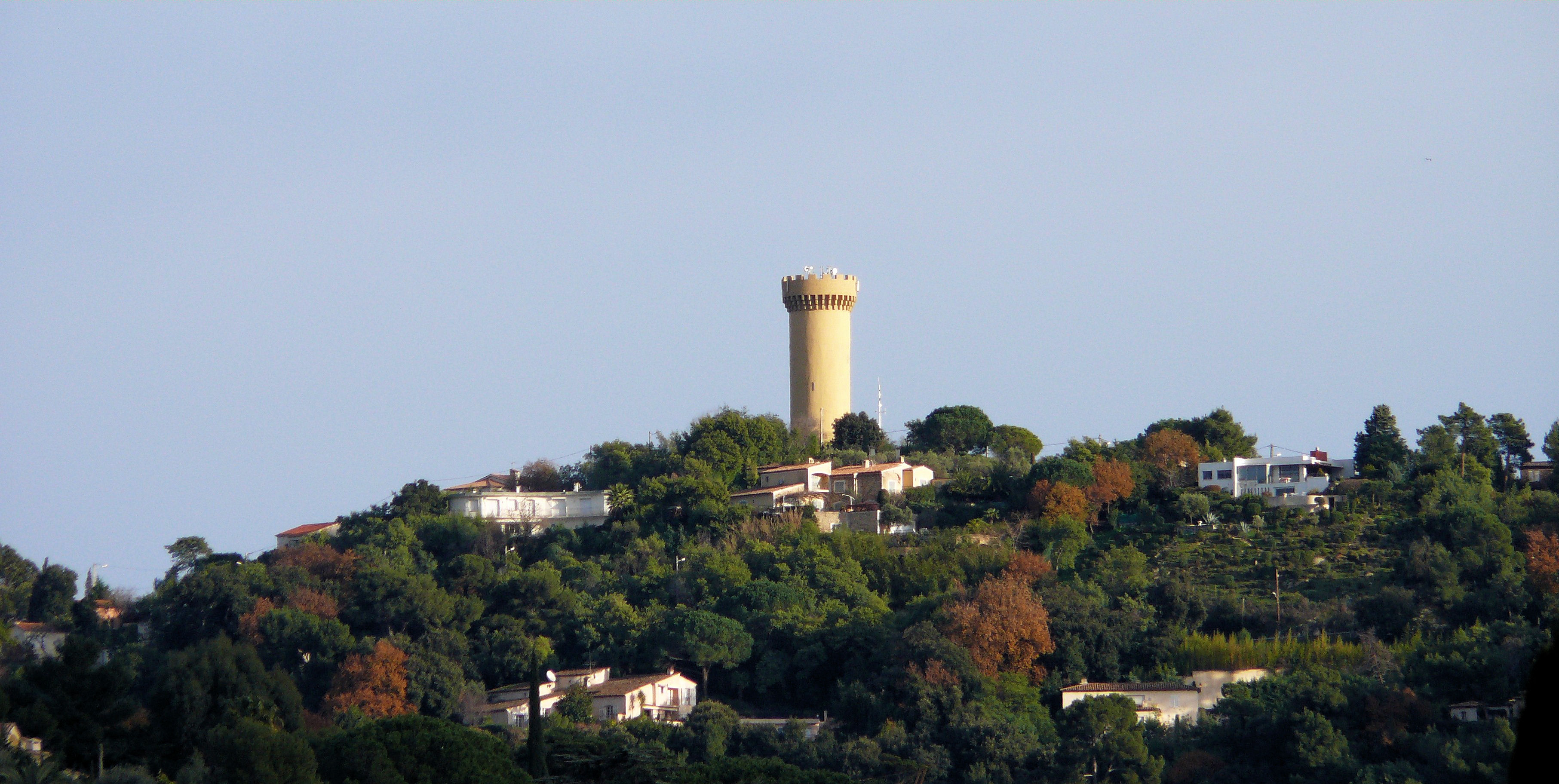
Vue sur le château d'eau, depuis les pentes de la Californie.
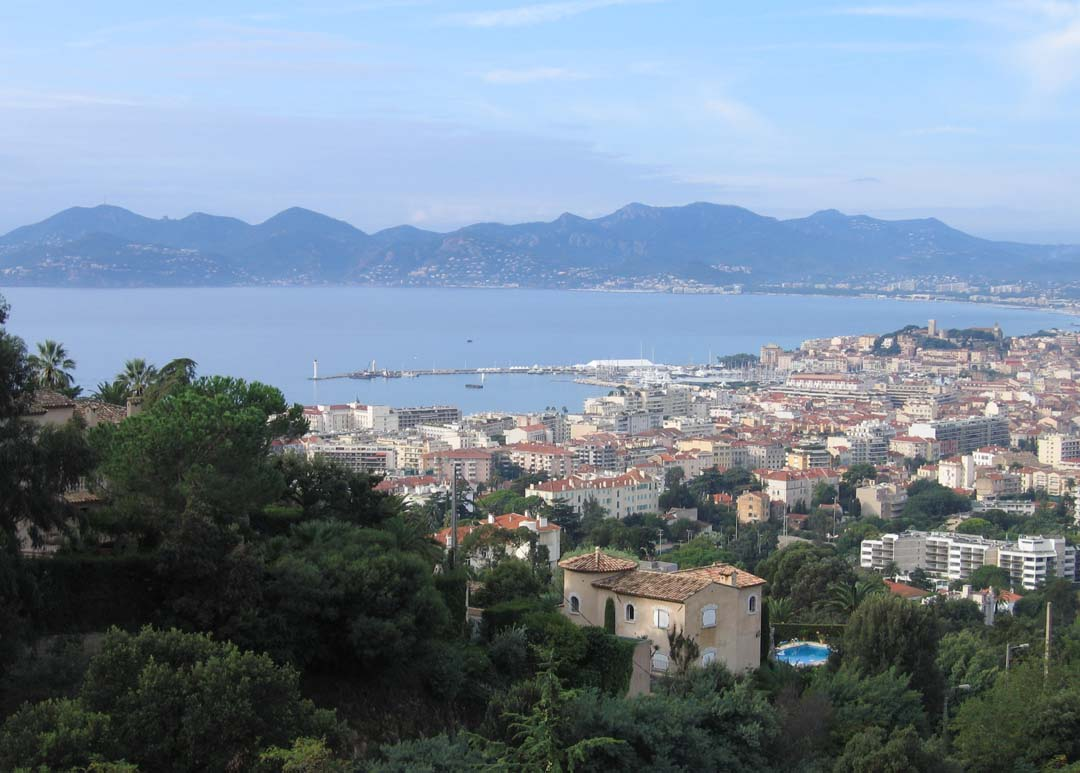
Vue sur l'Esterel, la baie et la ville de Cannes depuis Super-Cannes.
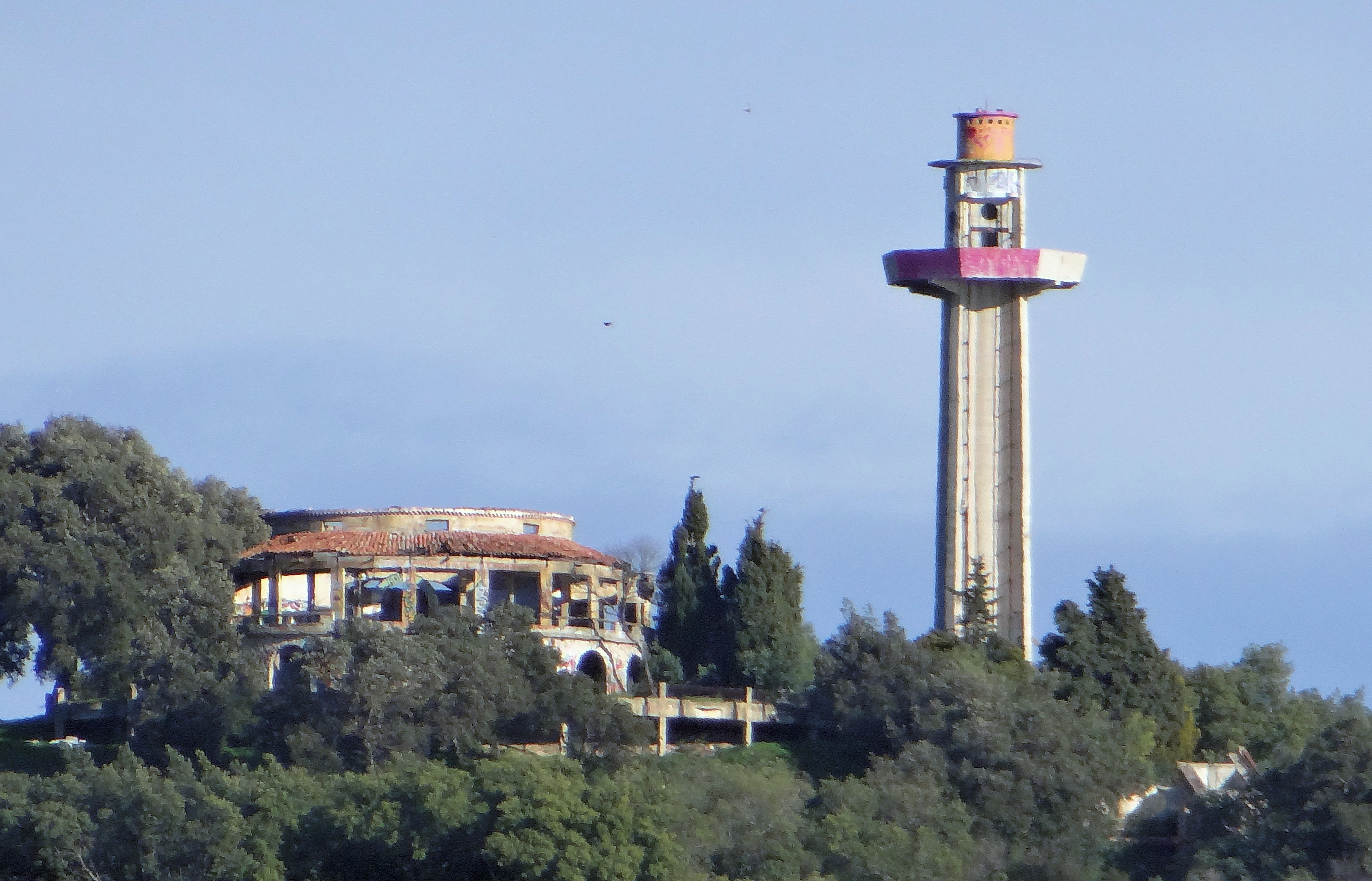
Observatoire et restaurant en ruines, vestiges du projet de lotissement de Super-Cannes.
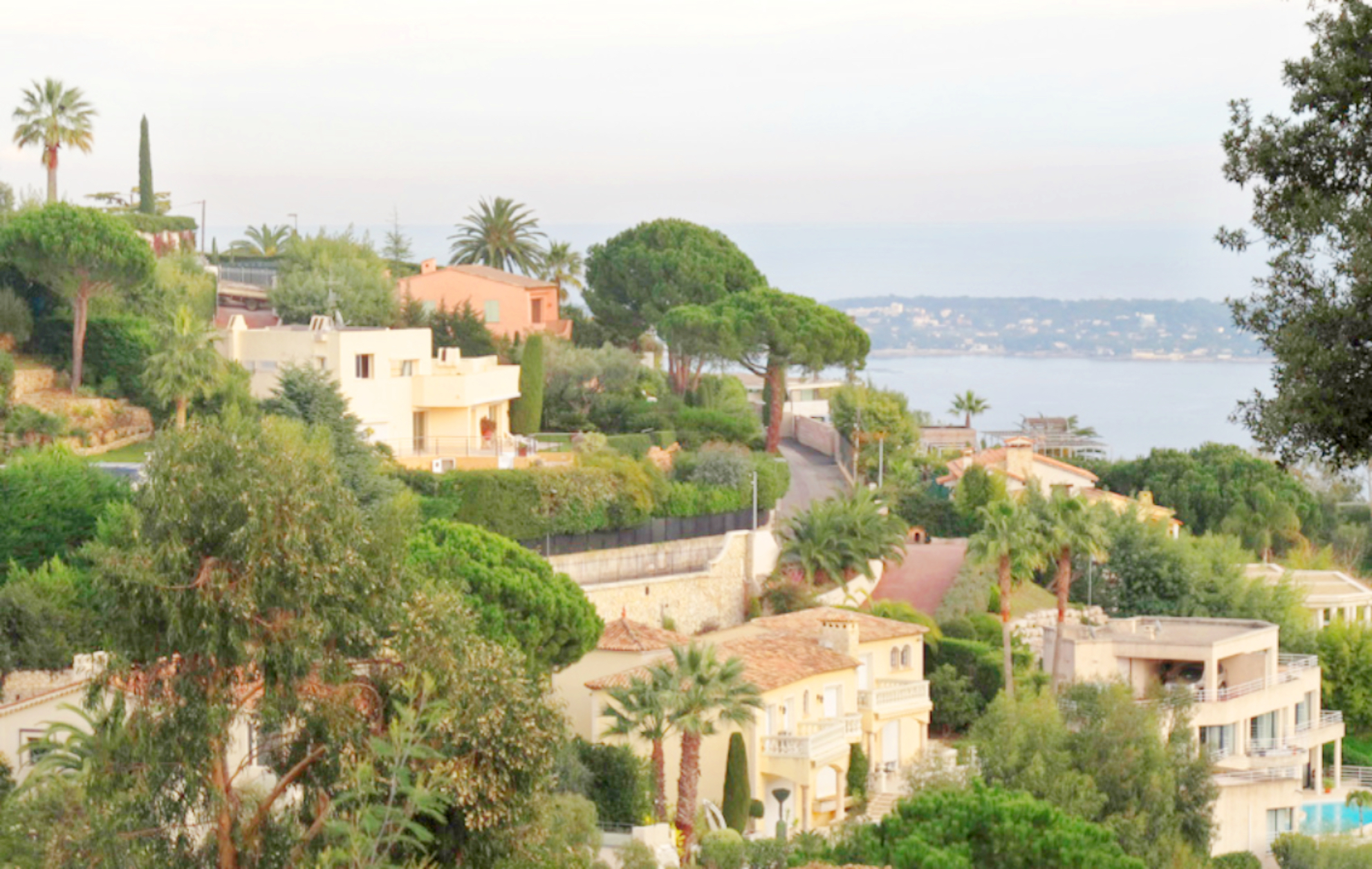
Résidences de la Californie